# Soumbeïla Diakité
Soumbeïla Diakité (ur. 25 sierpnia 1984 w Bamako) – malijski piłkarz grający na pozycji bramkarza.

## Kariera klubowa
Diakite urodził się w Bamako. Piłkarską karierę rozpoczął w klubie Stade Malien, wywodzącego się z tego miasta i w 2002 roku zadebiutował w lidze malijskiej – wywalczył wówczas pierwsze w karierze mistrzostwo kraju. Już w 2003 roku stał się pierwszym bramkarzem klubu i po raz drugi z rzędu został mistrzem Mali. Sukces ten powtórzył także w latach 2005–2007. W 2006 roku do swojego dorobku dołożył także zdobyty Puchar Mali.

## Kariera reprezentacyjna
W 2004 roku Diakite wystąpił wraz z młodzieżową reprezentacją Mali na Mistrzostwa Świata U-21, a był także powołany na Igrzyska Olimpijskie w Atenach. W pierwszej reprezentacji zadebiutował rok wcześniej, w 2003 roku, a w 2008 został powołany przez selekcjonera Jeana-François Jodara na Puchar Narodów Afryki 2008, gdzie był rezerwowym bramkarzem.